# Mohall (North Dakota)
Mohall er en amerikansk by og administrativt centrum for det amerikanske county Renville County i staten North Dakota. I 2000 havde byen et indbyggertal på 812.

## Ekstern henvisning
- Mohalls hjemmeside (engelsk)

48°45′54″N 101°30′40″V / 48.765°N 101.5111°V